# Sapientia Szerzetesi Hittudományi Főiskola
A Sapientia Szerzetesi Hittudományi Főiskola a Pannonhalmi Bencés Kongregáció, a Kapisztrán Szent Jánosról (2006-tól a Magyarok Nagyasszonyáról) nevezett Ferences Rendtartomány és a Piarista Rend Magyarországi Rendtartománya közös hittudományi főiskolája, amely jogilag 2000. január 1-jén jött létre.
A három rend magyarországi vezetői 1995 óta tárgyaltak hittudományi főiskoláik (a Pannonhalmi Szent Gellért Hittudományi Főiskola, a Ferences Hittudományi Főiskola és a Kalazantinum Piarista Hittudományi és Tanárképző Főiskola) egyesítéséről, és végül 1998-ban állapodtak meg erről. Ekkor határoztak arról is, hogy az integrációval létrehozandó főiskola székhelye a piaristák budapesti, Váci utcai rendháza lesz, amely ekkor még az Eötvös Loránd Tudományegyetem Bölcsészettudományi Karának használatában volt. A megállapodás szerint a piarista rend 30 évre ingyenes használatot biztosít a főiskolának, ennek fejében viszont a Sapientia a világbanki támogatásból rekonstruálja az épületet és az épület felső emeletein kialakítandó főiskolai kollégiumot átengedik a piarista növendékház használatára. 1999-ben arról is döntés született, hogy a főiskola része lesz a Ward Mária Hitoktatóképző Tanfolyam is, amely a Sapientia Ward Mária esti tagozataként működik tovább.
A főiskola első tanéve 2000 szeptemberében kezdődött. A tanítás a piaristák Duna-parti épületének néhány tantermében folyt, az adminisztráció pedig a Ferenciek terén, a Vigilia Kiadó helyiségeiben dolgozott. 2001 szeptemberétől a főiskolára már világi hallgatók is jártak, a hittanár-nevelő-lelkipásztori munkatárs szakon.
A Váci utcai épület felújítása ténylegesen 2001 augusztusában kezdődött meg és 2002 decemberére fejeződött be. A tanítás 2003 januárjától már a rekonstruált épületben folyt és átköltözött a főiskola adminisztrációja is. Az egykori piarista levéltár helyén kialakított új kápolnát 2004. november 18-án szentelte föl Várszegi Asztrik pannonhalmi főapát.
Az iskola első főigazgatója Lukács László piarista lett.

## Képzések
Az egyetemen működő akkreditált alapszakok:
- katekéta-lelkipásztori munkatárs

Az egyetemen működő akkreditált osztatlan képzések:
- osztatlan tanári [10 félév [hittanár-nevelőtanár]]
- osztatlan tanári [10 félév [hittanár-nevelőtanár; angol nyelv és kultúra tanára]]
- osztatlan tanári [10 félév [hittanár-nevelőtanár; biológiatanár]]
- osztatlan tanári [10 félév [hittanár-nevelőtanár; bolgár és nemzetiségi bolgár nyelv és kultúra tanára]]
- osztatlan tanári [10 félév [hittanár-nevelőtanár; ének-zene tanár]]
- osztatlan tanári [10 félév [hittanár-nevelőtanár; fizikatanár]]
- osztatlan tanári [10 félév [hittanár-nevelőtanár; földrajztanár]]
- osztatlan tanári [10 félév [hittanár-nevelőtanár; francia nyelv és kultúra tanára]]
- osztatlan tanári [10 félév [hittanár-nevelőtanár; holland nyelv és kultúra tanára]]
- osztatlan tanári [10 félév [hittanár-nevelőtanár; horvát és nemzetiségi horvát nyelv és kultúra tanára]
- osztatlan tanári [10 félév [hittanár-nevelőtanár; informatikatanár]]
- osztatlan tanári [10 félév [hittanár-nevelőtanár; japán nyelv és kultúra tanára]]
- osztatlan tanári [10 félév [hittanár-nevelőtanár; kémiatanár (természettudományi gyakorlatok)]]
- osztatlan tanári [10 félév [hittanár-nevelőtanár; kínai nyelv és kultúra tanára]]
- osztatlan tanári [10 félév [hittanár-nevelőtanár; könyvtárostanár]]
- osztatlan tanári [10 félév [hittanár-nevelőtanár; latin nyelv és kultúra tanára]]
- osztatlan tanári [10 félév [hittanár-nevelőtanár; lengyel és nemzetiségi lengyel nyelv és kultúra tanára]]
- osztatlan tanári [10 félév [hittanár-nevelőtanár; magyartanár]]
- osztatlan tanári [10 félév [hittanár-nevelőtanár; matematikatanár]]
- osztatlan tanári [10 félév [hittanár-nevelőtanár; mozgóképkultúra és médiaismeret-tanár]]
- osztatlan tanári [10 félév [hittanár-nevelőtanár; német és nemzetiségi német nyelv és kultúra tanára]]
- osztatlan tanári [10 félév [hittanár-nevelőtanár; német nyelv és kultúra tanára]]
- osztatlan tanári [10 félév [hittanár-nevelőtanár; olasz nyelv és kultúra tanára]]
- osztatlan tanári [10 félév [hittanár-nevelőtanár; orosz nyelv és kultúra tanára]]
- osztatlan tanári [10 félév [hittanár-nevelőtanár; portugál nyelv és kultúra tanára]
- osztatlan tanári [10 félév [hittanár-nevelőtanár; román és nemzetiségi román nyelv és kultúra tanára]]
- osztatlan tanári [10 félév [hittanár-nevelőtanár; spanyol nyelv és kultúra tanára]]
- osztatlan tanári [10 félév [hittanár-nevelőtanár; szerb és nemzetiségi szerb nyelv és kultúra tanára]]
- osztatlan tanári [10 félév [hittanár-nevelőtanár; szlovák és nemzetiségi szlovák nyelv és kultúra tanára]]
- osztatlan tanári [10 félév [hittanár-nevelőtanár; szlovén és nemzetiségi szlovén nyelv és kultúra tanára]]
- osztatlan tanári [10 félév [hittanár-nevelőtanár; testnevelő tanár]]
- osztatlan tanári [10 félév [hittanár-nevelőtanár; történelemtanár]]
- osztatlan tanári [10 félév [hittanár-nevelőtanár; ukrán és nemzetiségi ukrán nyelv és kultúra tanára]]
- osztatlan tanári [10 félév [hittanár-nevelőtanár; vizuáliskultúra-tanár]]
- teológia
- teológia [lelkipásztor]

Az egyetemen működő akkreditált mesterszakok:
- pasztorális tanácsadás és szervezetfejlesztés
- tanári [2 félév [hittanár-nevelőtanár]]
- tanári [4 félév [hittanár-nevelőtanár]]